# BB-8
BB-8 (Бі-Бі-8) — персонаж «Зоряних війн», астромеханічний дроїд, перша поява якого відбулася у сьомому епізоді саги «Зоряні війни: Пробудження Сили» (2015). Дроїд належав пілотові Опору По Дамерону, якого він супроводжував під час космічних польотів, поміщаючись в гнізді для дроїдів винищувача T-70 «X-wing»

## Біографія
BB-8 — модель дроїда-астромеханіка, що функціонував через приблизно тридцять років після битви при Ендорі, ставши супутником коммандера ескадрильї «Рапіра» зоряного флоту Нової Республіки За Демерона. BB-8 пішов за своїм господарем, коли той залишив флот Нової Республіки та приєднався до Опору.
Дроїд супроводжував Демерона під час численних місій, доручених йому Опором. BB-8 брав участь у пошуках Лора Сан Теккі, у подорожі на планету Джакку у пошуках Люка Скайуокера, на Тисячолітньому Соколі подорожував до бази повстанців на планеті Д-Квар та у битві на базі Старкілер.

## Характеристики
У ВВ-8 була куполоподібна голова, що ковзає по сферичному тілу. BB-8 був забарвлений у білий колір, з невеликими вставками оранжевого і срібного кольорів і чорним фоторецептором. Все обладнання BB-8 зберігалося у відсіках всередині сферичного корпусу. Також дроїд мав схованку для зберігання невеликих предметів. Сварливий, але відданий астромеханік, BB-8 був непередбачуваний навіть для свого господаря і друга По Дамерона.

### Особистість і «риси характеру»
У кожного дроїда був свій маніфест особистості. Більшість дроїдів, з якими стикався За Демерон, передбачувано ставилися до одного з типів: владному, похмурому, сварливому — в залежності від закладеної програми. BB-8 мав свою особливу особистість: іноді він був як дитина, іноді — «не по роках розвинений».
ВВ-8 був здатний до прийняття рішень і самостійних дій, крім того, він часто робив будь-які кроки в інтересах За Демерона, коли той опинявся в критичній ситуації.
Демерон сприймав ВВ-8 скоріше як особистість, ніж як звичайного дроїда. Під час спільних польотів, в тому числі під час гіперпросторових стрибків, той ділився з ВВ-8 спогадами про своїх батьків і життя на Явіні 4.

### Екіпірування
У астромеханічного дроїда BB-8 було кілька функціональних особливостей, таких як апарат для дугового зварювання, ацетиленовий пальник і голопроектор.

## Створення
Режисер сьомого епізоду саги «Зоряні Війни» Дж. Дж. Абрамс спочатку планував використовувати по мінімуму CGI-графіку на користь традиційних спецефектів, щоб зберегти візуальний реалізм і автентичність, що властиві оригінальній трилогії. З цією метою була створена в тому числі і фізична модель BB-8, що розроблена Disney Research, намальована художником зі спецефектів Нілом Сканланом і управлялася на знімальному майданчику акторами. Всього ж було сконструйовано кілька моделей дроїда, найпомітнішою з яких була маріонетка, якою управляли ляльководи Дейв Чепмен і Браян Херрінг. Крім неї існувало кілька радіокерованих моделей, а також статичні втілення. Створення повнофункціональної автономної моделі для зйомок було непрактичним, тому більшість сцен пересування робота були створені за допомогою маріонетки, керуючі нитки якої були видалені на етапі постпродакшену. Пізніше був створений повнорозмірний керований дроїд для участі в презентаціях та інших рекламних акціях з просування фільму.